# Shahrud Airport
Shahrud Airport (persiska: Bānd-e Forūdgāh-e Shāhrūd, باند فرودگاه شاهرود) är en flygplats i Iran.   Den ligger i provinsen Semnan, i den norra delen av landet, 300 km öster om huvudstaden Teheran. Shahrud Airport ligger 1 285 meter över havet.
Terrängen runt Shahrud Airport är platt österut, men västerut är den kuperad. Runt Shahrud Airport är det mycket glesbefolkat, med 5 invånare per kvadratkilometer. Närmaste större samhälle är Shahrud, 11,4 km väster om Shahrud Airport. Omgivningarna runt Shahrud Airport är i huvudsak ett öppet busklandskap.